# Chauliodus macouni
Cá rắn Viper Thái Bình Dương, tên khoa học Chauliodus macouni, là một loài cá săn mồi sống ở độ sâu thẳm của biển sâu. Vào ban ngày nó có thể được tìm thấy từ 200–5000 m dưới bề mặt đại dương. Vào ban đêm nó bơi lên vào chiều sâu dưới 200m, nơi thực phẩm dồi dào hơn. Cá rắn Viper Thái Bình Dương chủ yếu ăn động vật giáp xác và cá nhỏ. Chúng thường đạt đến độ dài lên đến 1 foot và được coi là một ví dụ về động vật lớn biển sâu. Người ta tin rằng vây lưng đầu tiên phát sáng để thu hút con mồi.
Cá rắn Viper Thái Bình Dương đặc trưng bởi miệng lớn, răng giống răng nanh dài và tia vây lưng dài (bằng nửa chiều dài cơ thể của nó).